# Боб Марли: Одна любовь
«Боб Ма́рли: Одна́ любо́вь» (англ. Bob Marley: One Love) — байопик режиссера Рейнальдо Маркуса Грина, посвящённый жизни музыканта Боба Марли: от его восхождения к славе до гибели. Сценарий  написан Заком Бэйлином, Фрэнком Флауэрсом и Теренсом Уинтером. Главные роли исполнили: Кингсли Бен-Адир, Лашана Линч и Джесси Силио. Премьера фильма состоялась 14 февраля 2024 года.

## В ролях
- Кингсли Бен-Адир — Боб Марли
- Лашана Линч — Рита Марли
- Джесси Силио — Норвал Марли
- Джеймс Нортон — Крис Блэквелл

## Производство
В марте 2021 года было объявлено, что кинокомпания Paramount Pictures занимается разработкой биографического драматического фильма, основанного на жизни певца и автора песен Боба Марли. Место режиссёра занял Рейнальдо Маркус Грин, авторами сценария выступили Зак Бейлин, Фрэнк Э. Флауэрс и Теренс Уинтер.
В феврале 2022 года (после долгого кастинга, который длился около года и проводился по всему миру) главную роль получил Кингсли Бен-Адир. В августе к актерскому составу присоединилась Лашана Линч, сыгравшая жену Боба Риту Марли. Во второстепенных ролях были задействованы Майкл Гандольфини, Надин Маршалл, Джеймс Нортон и Энтони Уэлш .
Съёмки фильма стартовали в декабре 2022 года. В апреле 2023-го года на фестивале CinemaCon продюсер ленты Зигги Марли объявил официально название ленты «Боб Марли: Одна любовь».

## Отзывы критиков
Фильм получил смешанные отзывы критиков, которые похвалили игру Бен-Адира, но сочли сценарий «слишком приторным и безопасным», избегающим острых тем. На сайте-агрегаторе рецензий Rotten Tomatoes лента имеет рейтинг 44 % из 100 на основе 195 отзывов, со средней оценкой 4,9/10. Консенсус сайта гласит: «Кингсли Бен-Адир великолепно справляется с главной ролью, но „Боб Марли: одна любовь“, в конечном счете, является типичным байопиком, который в полной мере не пользуется своим блестящим первоисточником». Рейтинг фильма на сайте Metacritic составляет 43 из 100, на основе 34 рецензий, что приравнивается к «смешанным или средним» оценкам. Зрители, опрошенные CinemaScore, в среднем поставили фильму оценку «А» по шкале от A+ до F, в то время как те, кто был опрошен PostTrak, присудили картине в среднем пять звезд из пяти возможных, причём 80 % из них заявили, что определенно порекомендовали бы фильм к просмотру.